# Олевський краєзнавчий музей
Олевський краєзнавчий музей (від 2014 — Олевський народний краєзнавчий музей) — краєзнавчий, історичний та етнографічний музей міста Олевська Олевської міської громади Коростенського району Житомирської області. Заснований у 1995 році.

## Історія
Урочисте відкриття музею, як районного, відбулося 8 травня 1995 року. Почесну місію перерізання стрічки було доручено голові Олевської селищної Ради народних депутатів Володимиру Людвиковичу Світельському, з промовою виступили голова районної Ради народних депутатів Василь Миколайович Бабич, ветеран війни і праці, активний учасник створення музею Володимир Іванович Яремчук та начальник ПМК–156 Петро Миколайович Куба.
Ініціативу та активну участь у створенні музею проявили Бондарчук Андрій Іванович (директор музею), Бабич В. М., Борак Г. С., Пилипчук М. М., Мельник М. О., Вакулін О. М., Дола Л. Ф. В оформленні музею допомогли члени Національної спілки художників України Л. А. Жабинський та І. Ф. Кирилов.
Нині підпорядковується відділу культури Олевської міської ради.

## Експозиція
Спочатку в музеї було відкрито лише дві зали: зала бойової слави та зала природи, а згодом завдяки активним жителям району було відкрито ще одну — залу старожитностей, яка розповідає про давні промисли та ремесла (бортництво, ткацтво, вишивання, деревооброблення та ін.).
На початку 2020-х в музеї діють п'ять експозиційних залів, що відтворюють історію та природу краю, культурні традиції, духовні цінності, повсякденне життя та побут мешканців. Загальна площа музею 566,8 м2 (експозицій — 258 м2, фондосховища — 277 м2). У основному фонді — 1,5 тис. експонатів.
Зберігається значна кількість артефактів, знайдених у 2010—2020 на території міста Олевська та вздовж р. Уборть співробітниками Інституту археології НАН України. Серед унікальних — намисто зі скла та бурштину, мідний хрестик, бронзова булавка, гарда, люльки та скляний посуд.

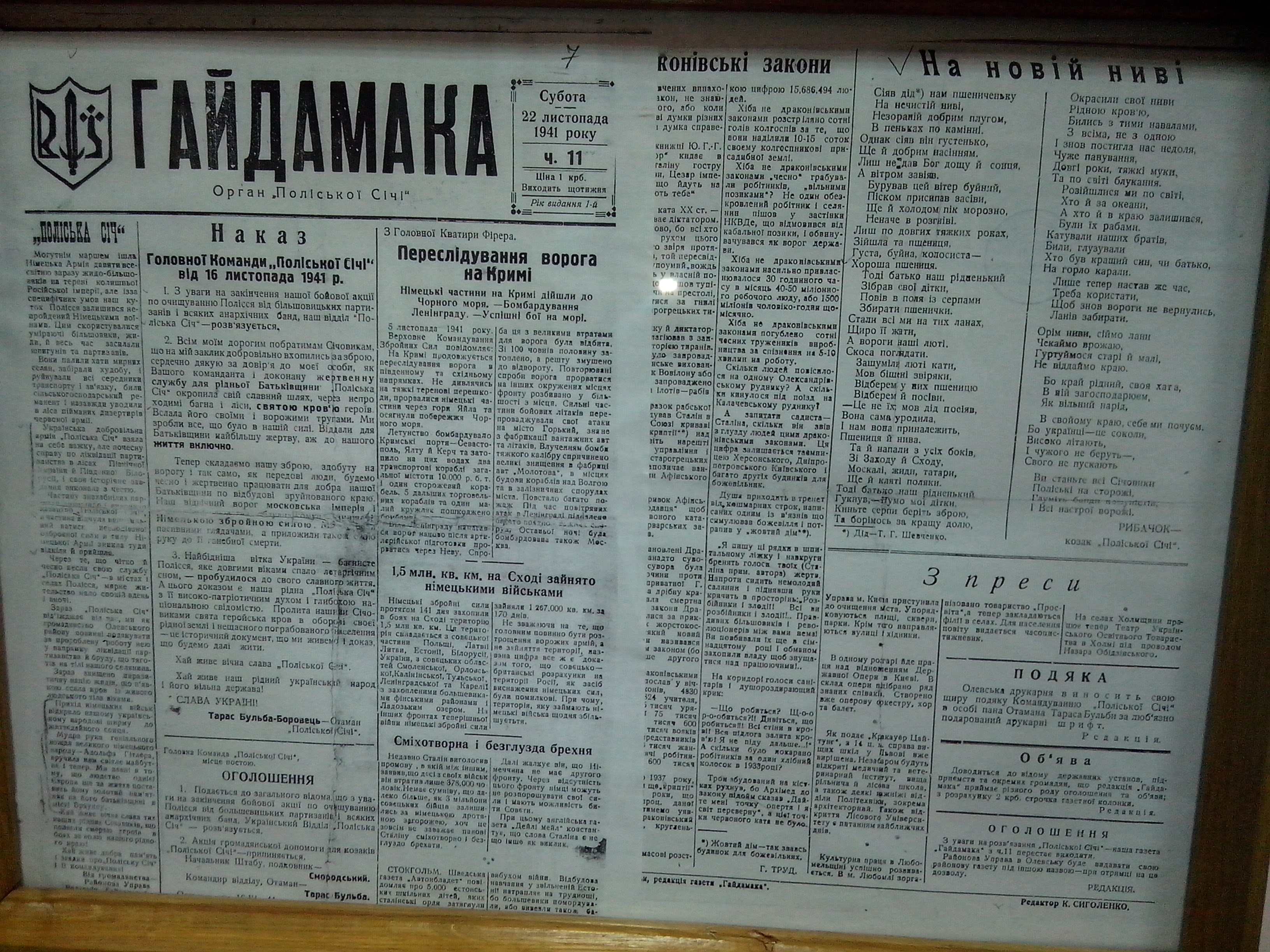
Останній номер друкованого органу Поліської Січі «Гайдамака» в експозиції музею

У музеї висвітлено період Олевської республіки (1941) під проводом Тараса Бульби-Боровця, увіковічнені імена радянських бійців і партизан, які звільняли Олевщину від гітлерівців, а також воїнів-земляків, які загинули на Донбасі, відстоюючи суверенітет і територіальну цілісність України.
Разом з Вишгородським державним історико-культурним заповідником реалізовано проект «Бортництво Полісся: Архаїчна традиція у сучасному вимірі».
Регулярно в музеї влаштовують виставки, проводять години пам'яті, організовують камерні концерти, заходи, присвячені пам'ятним датам.

## Керівники музею
- 1995—2005 — Бондарчук Андрій Іванович
- 2005—2011 — Полосенко Л.
- Від 2011 — Вжесінська Анна Олександрівна

## Години роботи
З 9.00 до 18.00. Вихідні дні: середа, субота. Надаються також платні послуги: виїздні екскурсії до «Кам'яного села» та на території міста.